# Ursula Bellugi
Ursula Bellugi é uma pesquisadora estadunidense conhecida por seus trabalhos em neurolinguística, especialmente em relação a como línguas de sinais são processadas no cérebro, sendo considerada a fundadora da neurobiologia da língua de sinais americana. É professora emérita e diretora do Instituto Salk.

## Publicações

### Livros
1. The Signs of Language. Klima, E.S., & Bellugi, U. Cambridge, MA:  Harvard University Press, 1979.  —Paperback Edition, 1988; —Reimpresso, 1995. (Prêmio da Association of American Publishers para o livro mais destacado nas ciências do comportamento).
2. Signed and Spoken Language:  Biological Constraints on Linguistic Form. Bellugi, U., & Studdert-Kennedy, M. Dahlem Konferenzen.  Weinheim/Deerfield Beach, FL:  Verlag Chemie, 1980.
3. What the Hands Reveal about the Brain.  Poizner, H., Klima, E.S., & Bellugi, U. Cambridge, MA: MIT Press/Bradford Books, 1987.
4. Language, modality and the brain. Trends in Neurosciences. 10, 380–388.  (Reimpresso em M.H. Johnson, (Ed.), Desenvolvimento cerebral e cognição. Londres: Blackwell).
5. Clues to the neurobiology of language. Bellugi, U., & Hickok, G. Washington, DC:  Library of Congress.
6. The signs of aphasia.  In F. Boller & J. Grafman (Eds.), Handbook of neuropsychology, (2a. ed. pp 38–50). Hickok, G., & Bellugi, U. Amsterdam, 	The Netherlands:  Elsevier Science Publishers.
7. Bridging cognition, brain and molecular genetics: Evidence from Williams syndrome. Trends in Neurosciences, 5, 197–208. Bellugi, U., Lichtenberger, L., Mills, D., Galaburda, A. & Korenberg, J.R. (1999).
8. Journey from cognition to brain to gene:  New perspectives from Williams Syndrome. Bellugi, U. & St. George, M. (Eds.) Cambridge, MA:  MIT Press, 2001.
9. Affect, social behavior and brain in Williams syndrome. Current Directions in Psychological Science. Bellugi, U., Järvinen-Pasley, A., Doyle, T., Reilly, J., & Korenberg, J. (2007).
10. Williams syndrome : A neurogenetic model of human behavior. In Encyclopedia of the Human Genome. Korenberg, J.R., Bellugi, U., Salandanan, L.S., Mills, D.L., & Reiss, A.L.

### Publicações selecionadas
1. Chailangkarn, Thanathom; Trujillo, Cleber A.; Freitas, Beatriz C.; Hrvoj-Mihic, Branka; Herai, Roberto H.; Yu, Diana X.; Brown, Timothy T.; Marchetto, Maria C.; Bardy, Cedric (2016-08-18). "A human neurodevelopmental model for Williams syndrome". Nature.
2. Bhatara, A., Quintin, E.M., Levy, B., Bellugi, U., Fombonne, E., & Levitin, D.J. (2010). Percepção da emoção na performance musical em adolescentes com transtorno do espectro do autismo. Autism Research, 3, 214–225. (PMCID: PMC2963682) PubMed